# Dajr al-Kamar
Dajr al-Kamar (Deir el Qamar; arab. دير القمر; pol. Klasztor Księżyca) – miejscowość w Górach Szuf w środkowym Libanie, zwana “miastem emirów”. Liczy ok. 10 tys. mieszkańców (79% stanowią maronici, 16% grekokatolicy, 5% - pozostali). Od XVI wieku była siedzibą libańskich gubernatorów z rodów Maan i Chehab. Szczególny rozkwit Dajr al-Kamar nastąpił w okresie panowania druzyjskiego emira Fachr ad-Dina II, którego pałac można podziwiać do dziś. Miejscowość słynie z licznych zabytków.